# Kyela

Kyela désigne à la fois une petite ville et un district de Tanzanie.

## Le district de Kyela

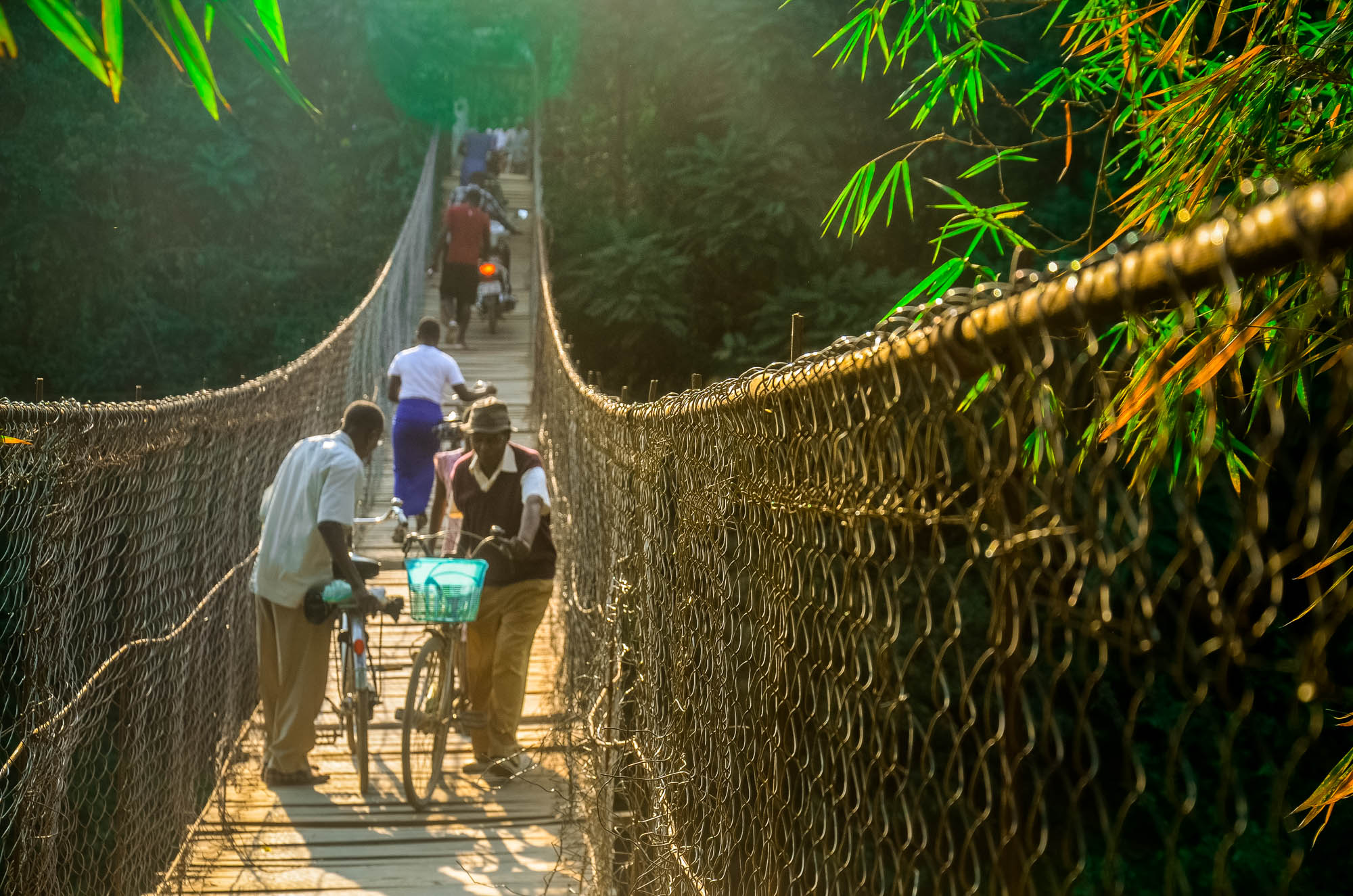
Pont suspendu (kiteputepu) sur la Kiwira.

Le district Kyela est situé au Sud-Ouest de la Tanzanie et fait frontière avec le Malawi.
Le district borde le lac Nyasa (lac Malawi), dont l'altitude est de 470 mètres. Il correspond approximativement au bassin lacustre du lac Nyasa bordé par une chaîne de montagne, les monts Kipenrenge (altitude entre 1 200 à 2 400m). Kyela est situé à 10° de latitude Nord et 34° de longitude Est.
Les principales activités économiques du district sont l'agriculture qui emploie 80 % puis, le commerce avec le Malawi mais aussi avec les autres régions de la Tanzanie et enfin la pêche dans le lac.

### Population du district
L’ensemble du district était à l’origine peuplé par une seule ethnie, les Nyakyusa. Ils sont également présents dans les districts de Rungwe et Ileje ainsi qu’au Malawi sous le nom de Ngonde avec qui ils ont encore beaucoup d’échanges. Cette ethnie fait partie du groupe des Bantous et le langage est assez spécifique, un monolinguiste nyakyusa ne peut pas comprendre une autre langue bantoue. Les Wanyakyusa forment l’une des ethnies les plus importantes de Tanzanie. Les Wanyakyusa sont avant tout des agriculteurs puis en second lieu des éleveurs.
En 2005, 343 126 habitants vivait dans le district. La densité de population actuelle est de 356 habitants au kilomètre carré, elle est très forte comparée à celle du pays de 41 habitants au kilomètre carré.

### Cantons
Le district de Kyela est divisé en 15 cantons:

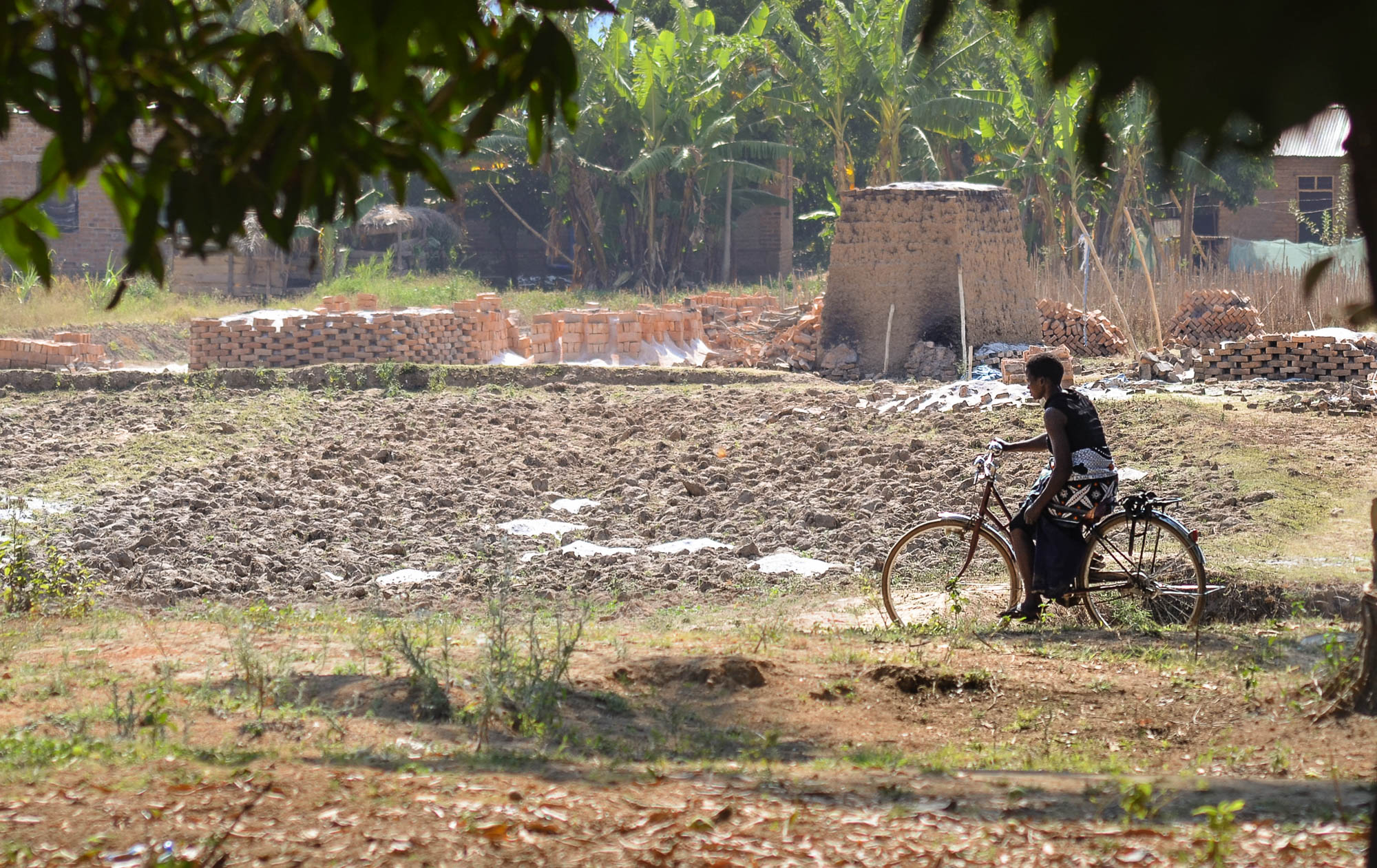
Femme se déplaçant à vélo dans le canton de Busale.

- Bujonde
- Busale
- Ikama
- Ikolo
- Ipande
- Ipinda
- Kajunjumele
- Katumba Songwe
- Kyela Mjini (la ville de Kyela)
- Lusungo
- Makwale
- Matema
- Mwaya
- Ngana
- Ngonga

### L'agriculture à Kyela
L’exploitation de ce milieu fertile est basée sur une agriculture familiale dont la taille moyenne des exploitations est de l’ordre de 2 ha.
L’agriculture familiale de Kyela est manuelle. En effet, la plupart des opérations culturales sont basées sur l’utilisation d’outils basiques animés par la force humaine. Le principal outil pour le labour est une longue houe.
Une part importante de la fertilisation des champs est liée aux inondations de la plaine lacustre. En effet, lors de ces inondations, les fleuves charrient des quantités importantes d’éléments fertiles.
La production principale dans le district de Kyela est le riz africain dans un système de culture de type pluviale. L’espèce utilisée est le riz africain (Oryza glaberrima Steud.) dont la variété, ancienne et originaire de Kyela, est retrouvé seulement dans cette zone.
Les cultures de vente sont également assez importantes dans le district de Kyela. La deuxième production de vente, après le riz, est le cacao, suivie de la production d’huile de palme, des noix de cajou et des agrumes.